# دانييل سيرا
دانييل سيرا (بالبرتغالية: Daniel Serra‏) هو سائق سباق برازيلي، ولد في 24 مارس 1984 في ساو باولو في البرازيل.

## وصلات خارجية
- الموقع الرسمي
- دانييل سيرا على موقع DriverDB.com (الإنجليزية)